# Арбатов, Георгий Аркадьевич
Гео́ргий Арка́дьевич Арба́тов (19 мая 1923, Херсон — 1 октября 2010, Москва) — советский и российский эксперт в области международных отношений, основатель ИСКРАН, активно участвовавший в выработке внешнеполитического курса СССР. Член-корреспондент АН СССР (1970), Академик АН СССР (1974). 

## Семья
Отец — Аркадий Михайлович Арбатов (1898—1954) Окончил ремесленное училище в Одессе, работал металлистом-модельщиком на одном из заводов. В 1918 году вступил в партию большевиков, принимал участие в Гражданской войне. Работал директором консервного завода. В 1930 году его направили на работу в торгпредство СССР в Германии, где вместе с ним жила семья. (С 1935 года А. М. Арбатов был сотрудником Наркомата внешней торговли. Однако в годы репрессий был изгнан и устроился на работу заместителем директора Библиотеки имени Ленина по административной части. В 1941 году его всё же арестовали и осудили на 8 лет. Однако через несколько месяцев состоялся новый суд, и в декабре 1942 года отца оправдали. В дальнейшем он занимал должность директора строительной конторы Министерства лесного хозяйства РСФСР). Похоронен на Донском кладбище Москвы (уч. 1).
Мать — Анна Васильевна Арбатова (Дзун) (1901—1977). Похоронена рядом с мужем на Донском кладбище Москвы (уч. 1).
Брат — Александр Аркадьевич Арбатов (1938—2008), экономист. Похоронен рядом с родителями на Донском кладбище Москвы (уч. 1).
Жена — Светлана Павловна Арбатова (ум. 15 апреля 2013), похоронена рядом с мужем на Донском кладбище Москвы (уч. 1).
- Сын — Алексей Георгиевич Арбатов (род. 1951) — учёный и политический деятель, доктор исторических наук, Академик РАН (2011).
  - Внучка — Екатерина Арбатова—Кончаловская, выпускница МГИМО, юрист.

## Участие в Великой Отечественной войне
После окончания средней школы, 21 июня 1941 года, был зачислен в  1-е Московское Краснознамённое артиллерийское училище имени Л. Б. Красина, окончил его по ускоренной программе в конце 1941 года в эвакуации в Миассе. Принимал участие в Параде на Красной площади 7 ноября 1941 года.
На фронте — с марта 1942 года на Калининском фронте, с сентября 1943 года — на Воронежском фронте. В качестве боевого офицера гвардейских миномётных частей (ГМЧ) Калининского, Степного, Воронежского, 1-го и 2-го Украинских фронтов участвовал в сражениях Великой Отечественной войны сначала в должности начальника разведки гвардейского миномётного дивизиона, командира батареи, заместителя командира дивизиона, а затем помощника начальника штаба полка 17-го Гвардейского миномётного полка. Дважды участвовал в форсировании Днепра. Приказом Военного Совета Воронежского фронта № 28/н от: 09.10.1943 года помощник начальника штаба 17 ГМП гвардии старший лейтенант Арбатов награждён орденом Красной Звезды за оказание помощи огнём реактивных миномётов при взятии деревень Гусаки и Пилипенки в сентябре 1943 года. В 1944 году был демобилизован как инвалид Отечественной войны 2-й группы.

## Образование
Окончил МГИМО МИД СССР в 1949 году (специальность «международное право») заочную аспирантуру МГИМО в 1954 году. Кандидатская диссертация: «Идеологическая роль государства» (МГИМО, 1958). Докторская диссертация: «Идеологическая борьба в современных международных отношениях» (ИМЭМО, 1964). Доктор исторических наук, профессор, академик АН СССР (затем — РАН).

## Журналистика

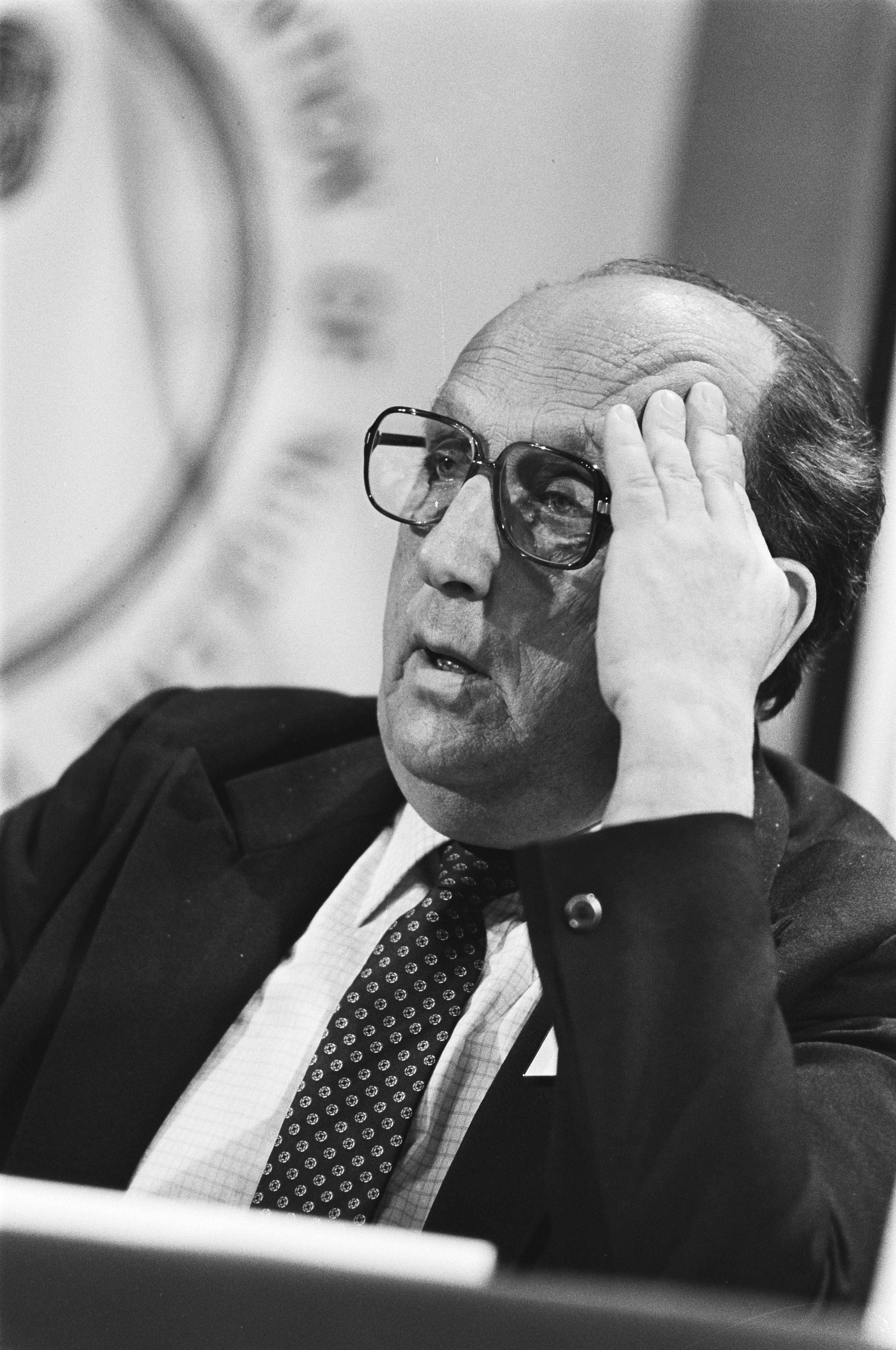
Г. А. Арбатов в 1983 году

С 1949 года — старший научный редактор в Издательстве иностранной литературы. В дальнейшем работал в периодических изданиях: заведующим отделом в журналах «Вопросы философии» (1953—1957), «Новое время» (1957—1959), консультантом в журнале «Коммунист» (1959—1960), обозревателем журнала «Проблемы мира и социализма» (1960—1963).

## Научная и политическая деятельность
В 1962—1964 годах — заведующий сектором Института мировой экономики и международных отношений Академии наук СССР.
В 1964—1967 годах — консультант, затем руководитель группы консультантов Международного отдела ЦК КПСС.
В 1967—1995 годах — директор Института США и Канады АН СССР/РАН (ИСКРАН). Основатель этого научного учреждения, превратил его в крупнейший научный центр, осуществляющий комплексные исследования политических, военных, экономических и социальных проблем США и Канады. Под его руководством и непосредственном участии в стране была создана российская школа американистики, им подготовлено 36 кандидатов и 14 докторов наук.
Отстаивал позицию, что наращивать дальше ядерное вооружение нет смысла, и был одним из тех, кто убедил Л. И. Брежнева встретиться с Ричардом Никсоном в 1972 году; он был советником всех руководителей СССР от Брежнева до М. С. Горбачева в отношении переговоров с США о контроле над вооружениями. Арбатова связывали тесные личные отношения с советским государственным деятелем Ю. В. Андроповым.
С 1995 — почётный директор ИСКРАН. Советник Российской академии наук. Член Российской ассоциации международных исследований.
В рамках Научного совета по комплексному изучению проблем США, председателем которого он являлся, осуществляется ряд совместных научных исследований с учёными США, Германии и др. Инициатор и организатор ежегодных российско-американских встреч по проблемам развития двусторонних отношений, обеспечения международной безопасности и путей разрешения международных конфликтов.
Член ВКП(б)-КПСС с 1943 по 1991 год. Избирался членом Центральной ревизионной комиссии КПСС (1971—1976), кандидатом в члены ЦК КПСС (1976—1981), членом ЦК КПСС (1981—1991). Был депутатом Совета Национальностей Верховного Совета СССР IX—XI созывов от Азербайджанской ССР. В Верховный Совет 9 созыва избран от Шемахинского избирательного округа № 224 Азербайджанской ССР, член Комиссии по иностранным делам Совета Национальностей. Позднее избирался народным депутатом СССР (1989—1991; от Академии наук); был экспертом Государственной Думы; членом Совета по внешней политике МИД РФ (1991—1996); председателем Ассоциации содействия ООН (1985—1997).
Активный участник Пагуошского движения за мир, член Российского Пагуошского комитета при Президиуме РАН.
Выступал против строительства авианесущих кораблей для ВМФ СССР и РФ, против внедрения системы ОГАС. Был сторонником передачи южных Курильских островов Японии.

Могила Г. Арбатова

Скончался на 88-м году жизни 1 октября 2010 года. Похоронен рядом с родителями и братом на Донском кладбище Москвы (уч. 1).

## Награды
- орден «За заслуги перед Отечеством» III степени (18 мая 2005) — за большой вклад в развитие отечественной науки и многолетнюю плодотворную деятельность[17]
- два ордена Ленина
- орден Октябрьской Революции
- орден Отечественной войны I степени (6.4.1985)[18]
- орден Красной Звезды (9.10.1943)
- два ордена Трудового Красного Знамени
- орден «Знак Почёта»
- медали
- Почётный гражданин города Черкассы (1985) — за участие в освобождении города в годы войны

## Основные работы
Автор более 100 авторских и коллективных монографий, общий тираж которых превышает 2 миллиона экземпляров, опубликованных на 10 языках стран мира, в том числе:
- Идеологическая борьба в современных международных отношениях. Доктрина, методы и организация внешнеполитической пропаганды империализма. — М., 1970;
- Глобальная стратегия США в условиях научно-технической революции. — М., 1979 (отв. редактор и соавтор);
- Вступая в 80-е… — М., 1981;
- Затянувшееся выздоровление (1953—1985): свидетельство современника. — М., 1991 (англ. пер.: The System. An Insiders Life in Soviet Politics. — New York, 1992, 1993; нем. пер. — 1993; кит. пер. — 1998);
- Реформы глазами американских и российских учёных. М., 1996 (в соавт.).
- Общественная наука и политика. — М., 1998.
- Повестка дня российско-американских отношений. — М., 1999.
- Человек Системы: наблюдения и размышления очевидца её распада. — Мой XX век. — М.: Вагриус, 2002. — 462 с. — ISBN 5-264-00851-5.
- Детство. Отрочество. Война: автобиография на фоне исторических событий. — М., 2007.
- Моя эпоха в лицах и событиях: автобиография на фоне исторических событий. М., 2007.
- Жизнь, события, люди: автобиография на фоне исторических событий. — М., 2008.
- Ястребы и голуби холодной войны. — М.: Алгоритм. Эксмо, 2009.

Ряд его трудов используется в качестве учебников на исторических факультетах и факультетах журналистики ведущих вузов России и СНГ. Его книга «Человек системы» (2002) — мемуары непосредственного участника многих важнейших событий, связанных с развитием отношений между двумя супердержавами — СССР и США, человека, лично знакомого со многими политиками мирового масштаба.

## Участие в телепроектах
- «Исторические хроники» — 1961 г. «Хрущёв. Начало конца».

## Оценка личности

### Позитивные характеристики

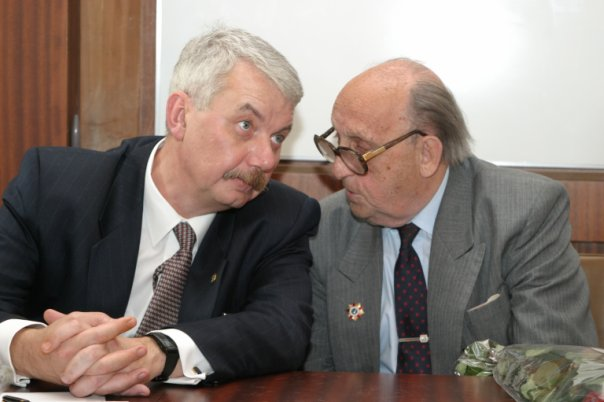
Академики С. М. Рогов и Г. А. Арбатов

- 19 мая 2008 года президент России Дмитрий Медведев в своём поздравлении с 85-летием со дня рождения назвал Арбатова «создателем отечественной школы американистики»:

Вы внесли значимый вклад в изучение актуальных международных проблем. … Ваши фундаментальные исследования всегда отличались профессиональным анализом и … способствовали формированию ключевых внешнеполитических шагов и решений.

- По словам американского посла в СССР Джека Мэтлока, Арбатов — один из самых близких его «советских друзей, которых он всегда рад у себя видеть»[20].

### Критика
- Историк Н. Н. Яковлев писал:

Общественная мысль оказалась в загоне, а общественные науки в руках «академиков» типа арбатовых… заурядных чиновников, замаскированных высокими учёными степенями. … Такие «академики» … вели войну на истребление учёных, способных дать научные ответы на вопросы, поставленные жизнью. И преуспели. За их плечами стояли приятели и собутыльники из ЦК КПСС, да и упомянутые «академики» нередко вырастали в этом муравейнике.

- В. Г. Афанасьев писал:

Георгий Арбатов — … друг Киссинджера, советник и Брежнева, и Горбачёва, и Ельцина. Большой недруг Советской Армии и военно-промышленного комплекса. Да, он друг Америки. А России? До сих пор не могу однозначно ответить на этот вопрос. Многое в нём настораживает.

- Экс-председатель КГБ СССР В. А. Крючков:

Арбатов работал при разных руководителях страны. Им были довольны, относились с уважением. Но после серии его выступлений я понял, что это … человек, который … укрепляет наши отношения с Америкой не на паритетных … началах, а путём сдачи наших позиций. Кстати, он активно выступал против нашей армии.

- Экс-руководитель аналитического управления КГБ, бывший замначальника советской разведки генерал-лейтенант Н. С. Леонов:

У нас существует целый институт США и Канады. … [Он] по своему уставу … призван изучать Соединённые Штаты … и давать рекомендации правительству. … У американцев … тоже существовали подобные заведения, … но нас они изучали предметно. … Наш же институт занимался совсем другими делами. … Предлагал … построить газопровод «Северное сияние», … занимался вопросом: надо или не надо выпускать евреев из СССР. Вот какова была сфера этого политиканствующего учёного, от которого не осталось ни учения, ни политики.